# 劍橋鎮區 (明尼蘇達州伊善提縣)
劍橋鎮區（英語：Cambridge Township）是位於美國明尼蘇達州伊善提縣的一個行政鎮區。

## 地方資料
劍橋鎮區的面積為80.70平方千米，當中陸地面積為75.80平方千米，而水域面積為4.90平方千米。根據2020年美國人口普查的數據，當地共有人口2495人，而人口密度為每平方千米30.92人。